# Carter Peak
Der Carter Peak ist ein 2040 m hoher Berg im ostantarktischen Mac-Robertson-Land. In den Prince Charles Mountains ragt er 1,5 km westlich des Mount Bensley und 15 km südwestlich des Mount Starlight auf.
Luftaufnahmen und Vermessungen im Rahmen der Australian National Antarctic Research Expeditions aus den Jahren von 1955 bis 1965 dienten seiner Kartierung. Das Antarctic Names Committee of Australia (ANCA) benannte ihn am 10. August 1966 nach David Bruce Carter, leitender Elektrotechniker auf der Mawson-Station im Jahr 1965.